# 吕艺生
吕艺生（1938年—），黑龙江汤原人，中国舞蹈教育家，中国舞蹈家协会原副主席、顾问。